# Lista do Patrimônio Mundial em Andorra
A Organização das Nações Unidas para a Educação, a Ciência e a Cultura (UNESCO) propôs um plano de proteção aos bens culturais do mundo, através do Comité sobre a Proteção do Património Mundial Cultural e Natural, aprovado em 1972. Esta é uma lista do Patrimônio Mundial existente em Andorra, especificamente classificada pela UNESCO e elaborada de acordo com dez principais critérios cujos pontos são julgados por especialistas na área. Andorra, um pequeno principado ibérico governado conjuntamente pelo Bispado de Urgel e o Presidente da França, aderiu à convenção em 3 de janeiro de 1997, tornando seus locais históricos elegíveis para inclusão na lista.
O sítio Vale Madriu-Perafita-Claror foi o primeiro local de Andorra incluído na lista do Patrimônio Mundial da UNESCO por ocasião da 28.ª Sessão do Comitê do Património Mundial, realizada em Suzhou (China) em 2004. Desde então, Andorra conta com apenas este sítio classificado como Patrimônio da Humanidade, sendo este de classificação Cultural. 

## Bens culturais e naturais
Andorra conta atualmente com os seguintes lugares declarados como Patrimônio da Humanidade pela UNESCO:
| | Vale Madriu-Perafita-Claror |
| Bem cultural inscrito em 2004, modificado em 2006. |                             |
| Localização: Andorra-a-Velha / Escaldes-Engordany / Sant Julià de Lòria / Encamp |                             |
| A paisagem cultural do Vale Madriu-Perafita-Claror é um microcosmo altamente representativo da forma como o homem tem utilizado os recursos das zonas altas da cordilheira dos Pirenéus ao longo de milénios. Suas paisagens espetaculares de encostas íngremes e geleiras com vastos prados e vales arborizados abruptos cobrem uma área total de 4.247 hectares, ou seja, 9% do território de Andorra. Essas paisagens não são apenas testemunhos das mudanças climáticas do planeta, mas também das vicissitudes econômicas e dos sistemas sociais de seus habitantes, bem como da durabilidade do pastoreio e da força da cultura da montanha. O sítio, que é o único lugar em Andorra sem estradas, também possui vários habitats humanos – em particular, assentamentos de veraneio de pastores –, além de plantações em socalcos, caminhos de pedra e vestígios de trabalhos de fundição de ferro. (UNESCO/BPI) |                             |

## Lista Indicativa
Em adição aos sítios inscritos na Lista do Patrimônio Mundial, os Estados-membros podem manter uma lista de sítios que pretendam nomear para a Lista de Patrimônio Mundial, sendo somente aceitas as candidaturas de locais que já constarem desta lista. Desde 2021, Andorra apresenta 1 local em sua Lista Indicativa.
| Sítio                                                                               | Imagem | Localização | Ano  | Dados UNESCO      | Descrição |
| ----------------------------------------------------------------------------------- | ------ | ----------- | ---- | ----------------- | --- |
| Evidência material da construção do Estado dos Pirenéus: o Co-Principado de Andorra |        | Canillo     | 2021 | Cultural: iii, iv | Esta indicação serial transnacional é uma seleção de monumentos distribuídos nos três estados que testemunharam uma história e realidade únicas que, sem interrupção, durante o último milênio, foi tecida tripartidariamente pelo povo de Andorra e os dois co-príncipes (os bispos de Urgel e os condes de Foix, então substituídos sucessivamente pelos reis da França, chefes do período revolucionário e do Império e, finalmente, presidentes da República Francesa). A indicação é composta por doze monumentos (10 em Andorra, 1 na França e 1 na Espanha) de diferentes épocas, da Idade Média ao século XVI que sobreviveram até os nossos dias. O componentes de Andorra são: Igreja de São João de Caselles, Igreja de São Romão dos Bons, Igreja de São Martí e Igreja de São Clemente de Pal. |